# Власич, Алекс
Алекс Власич (англ. Alex Vlasic; род. 5 июня 2001, Уилметт, Иллинойс) — американский хоккеист, защитник клуба национальной хоккейной лиги «Чикаго Блэкхокс» (с 2021 года). Игрок сборной США по хоккею с шайбой. Чемпион мира 2025 года.

## Биография
Власич родился 5 июня 2001 года в Уилметте, в семье хорватского происхождения Тары и Джона. Его дед иммигрировал в Монреаль. Кататься на коньках начал в возрасте трёх лет. В девять лет выбрал для себя позицию защитника.

## Клубная карьера
В 2017 году Власич был принят в программу развития национальной сборной США по хоккею с шайбой. Два сезона провёл в составе юношеской сборной США. С 2019 по 2022 годы играл за команду Бостонского университета.
Власич подписал трёхлетний контракт начального уровня с «Чикаго Блэкхокс» 15 марта 2022 года, после завершения своей карьеры в колледже. Свой первый матч в НХЛ сыграл 19 марта против «Миннесоты Уайлд», в котором «Блэкхокс» проиграли со счётом 3:1. 25 апреля 2024 года подписал с «Чикаго» шестилетний контракт.

## Карьера в сборной
В 2024 году приглашён в состав первой национальной сборной США для участия в чемпионате мира, который состоялся в Чехии. США заняли итоговое пятое место.
В 2025 году Алекс Власич вновь был включен в состав первой сборной для участия в чемпионате мира, который проходил в Швеции и Дании, на котором сборная США выиграла золото.